# Cape Girardeau, Missouri
Cape Girardeau (/ˈkeɪp dʒɨˈrɑrdoʊ/, tiếng Pháp: Cap-Girardeau [kap ʒiʁaʁdo] ⓘ là một thành phố thuộc quận Cape Girardeau và Scott trong tiểu bang Missouri, Hoa Kỳ. Dân số theo điều tra năm 2020 của Cục Thống kê là 39.540 người. Thành phố có Đại học Tiểu bang Southeast Missouri. Từ năm 2010 đến năm 2019, dân số đã tăng 6,8% với 23,4% cư dân của Cape Girardeau sống dưới mức nghèo khổ. Đây là một trong hai thành phố chính của Cape Girardeau bao gồm quận lỵ Jackson, Vùng Thống kê Đô thị MO-IL, bao gồm Quận Alexander, Illinois, Quận Bollinger, Quận Missouri và Cape Girardeau, Missouri và có dân số là 97.517 người. Thành phố là trung tâm kinh tế của Đông Nam Missouri và cũng là nơi đặt trụ sở của Đại học Tiểu bang Đông Nam Missouri. Nó nằm cách St. Louis khoảng 100 dặm (161 km) về phía đông nam và cách Memphis 150 dặm (241 km) về phía bắc.

## Vật thể lạ nghi là UFO
Vụ việc khởi đầu kể từ khi có một chiếc máy bay kỳ lạ nghi là UFO rơi xuống Cape Girardeau vào tháng 4 năm 1941. Theo linh mục của nhà thờ Baptist địa phương tên William Huffman kể lại thì chính ông được giới chức địa phương gọi tới làm lễ ban phước cho những người chết trong vụ tai nạn này, và khi vừa đặt chân đến hiện trường, thay vì máy bay thì ông lại nhìn thấy một chiếc đĩa bay màu bạc có khắc dòng chữ tượng hình bí ẩn.Có cả một đám đông nhân viên bao gồm đặc vụ FBI, lính cứu hỏa và binh sĩ Lục quân Mỹ được lệnh canh chừng đĩa bay kỹ càng. Huffmann đã vào tận bên trong đĩa bay để làm lễ ban phước cho ba sinh vật hình người thiệt mạng, về sau nhân viên chính phủ bèn cảnh báo ông không được phép nói cho bất kỳ ai biết về chuyện này. Trường hợp này mãi về sau mới được cô cháu gái của Huffman là Charlette Mann tiết lộ lần đầu tiên vào cuối thập niên 1970.

## Hình ảnh thành phố

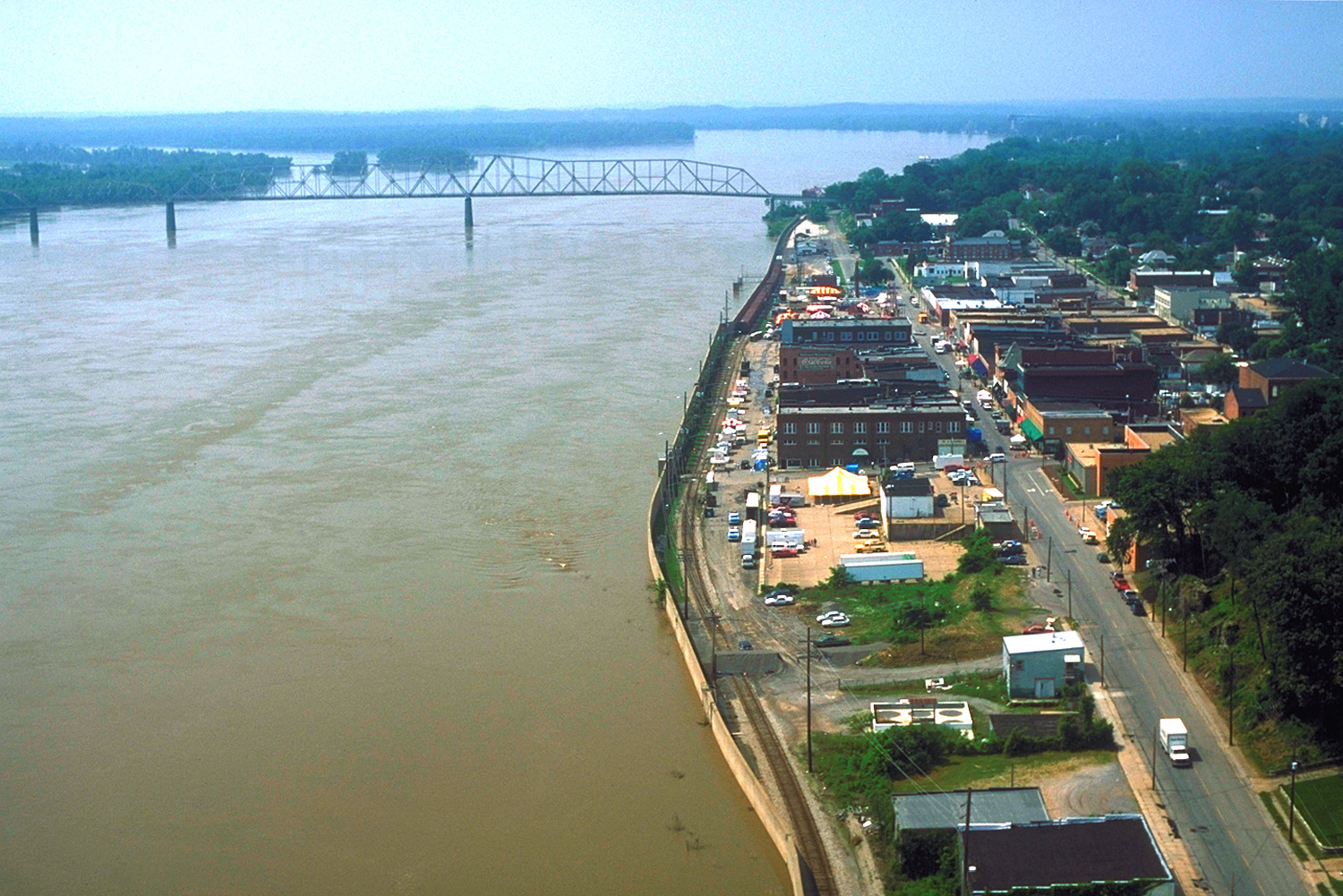
Bờ sông Mississippi tại Cape Girardeau thời điểm Đại lũ năm 1993
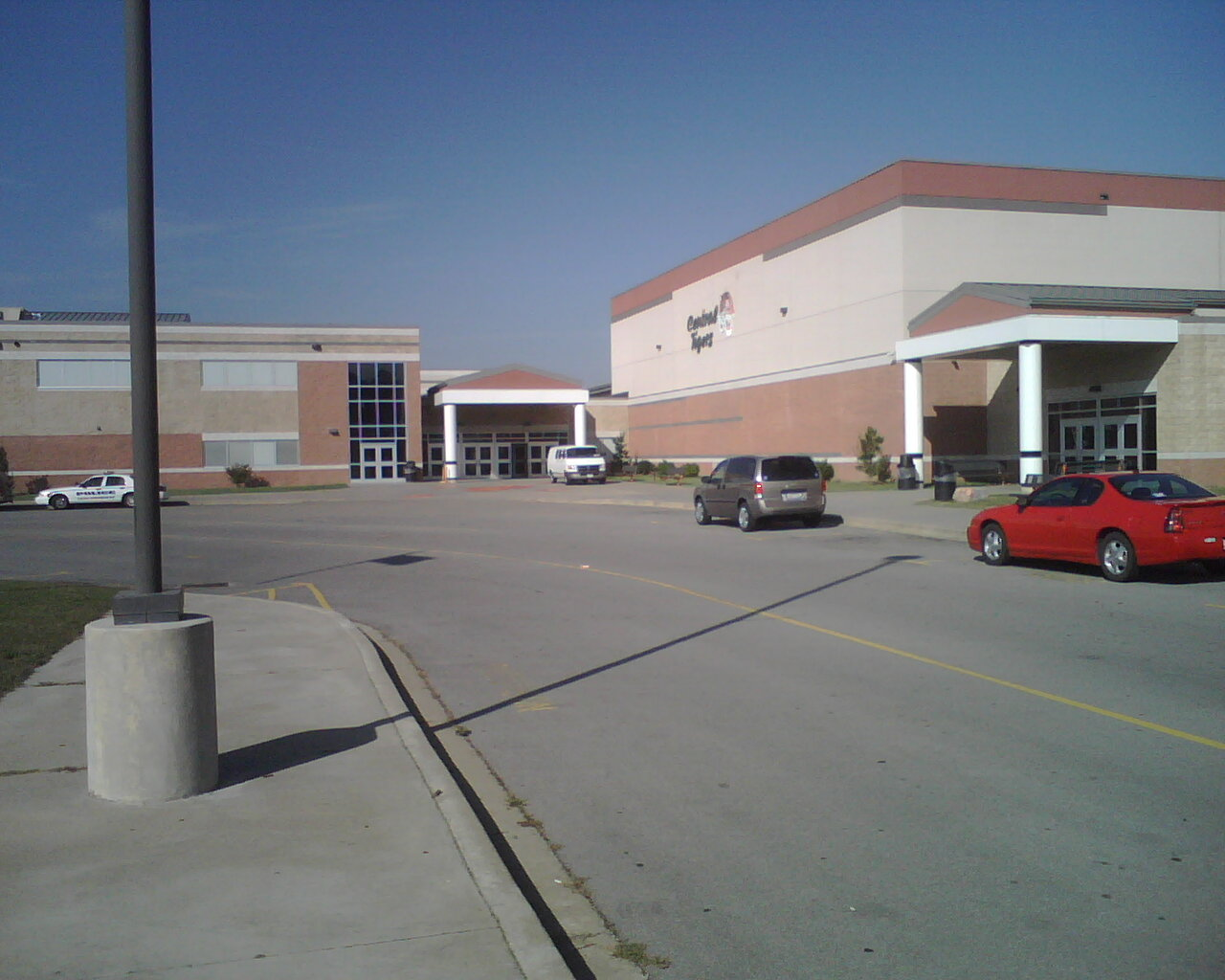
Trường Trung học Trung tâm Cape Girardeaussa
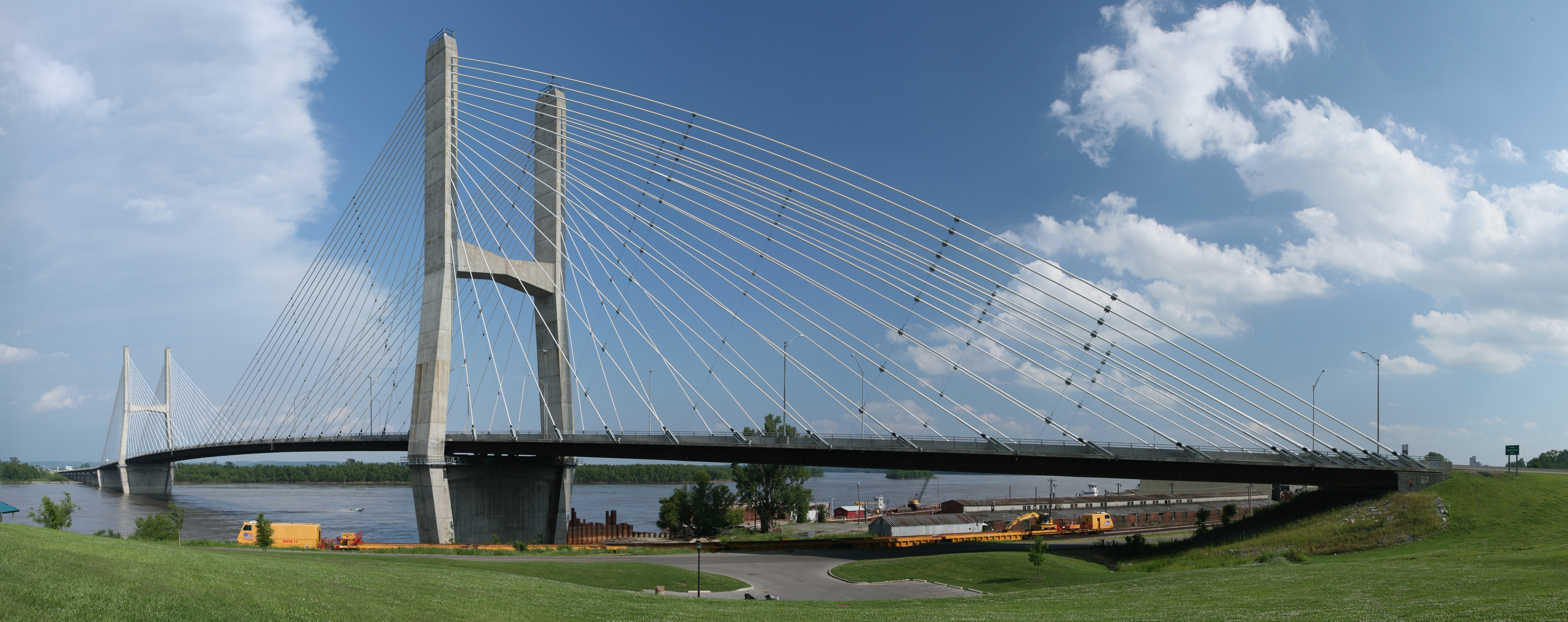
Cầu Bill Emerson